# Copa Libertadores 1977
Copa Libertadores 1977 var 1977 års säsong av Copa Libertadores som vanns av Boca Juniors från Argentina efter en finalseger mot Cruzeiro från Brasilien. 2 lag från varje land i CONMEBOL deltog, vilket innebar 20 lag. Dessutom var ett lag kvalificerat som regerande mästare. De första 20 lagen delades upp i fem grupper om fyra lag där varje gruppvinnare gick vidare till en andra gruppspelsfas. Där delades de fem gruppvinnarna och det regerande mästarlaget upp i två grupper om tre lag. De två gruppvinnarna fick mötas i final.
Varje grupp representerades av två länder, med två lag från vardera lag.
- Grupp 1: Argentina och Uruguay
- Grupp 2: Colombia och Bolivia
- Grupp 3: Brasilien och Ecuador
- Grupp 4: Paraguay och Chile
- Grupp 5: Venezuela och Peru

## Gruppspel omgång 1

### Grupp 1
| Lag               | S | V | O | F | GM | IM | MSK | Poäng |
| ----------------- | - | - | - | - | -- | -- | --- | ----- |
| Boca Juniors      | 6 | 4 | 2 | 0 | 5  | 0  | 5   | 10    |
| River Plate       | 6 | 1 | 4 | 1 | 5  | 5  | 0   | 6     |
| Defensor Sporting | 6 | 1 | 3 | 2 | 5  | 7  | -2  | 5     |
| Peñarol           | 6 | 1 | 1 | 4 | 7  | 10 | -3  | 3     |

### Grupp 2
| Lag               | S | V | O | F | GM | IM | MSK | Poäng |
| ----------------- | - | - | - | - | -- | -- | --- | ----- |
| Deportivo Cali    | 6 | 4 | 0 | 2 | 12 | 5  | 7   | 8     |
| Bolívar           | 6 | 3 | 1 | 2 | 7  | 4  | 3   | 7     |
| Oriente Petrolero | 6 | 2 | 1 | 3 | 6  | 7  | -1  | 5     |
| Atlético Nacional | 6 | 2 | 0 | 4 | 5  | 14 | -9  | 4     |

### Grupp 3
| Lag              | S | V | O | F | GM | IM | MSK | Poäng |
| ---------------- | - | - | - | - | -- | -- | --- | ----- |
| Internacional    | 6 | 4 | 1 | 1 | 9  | 4  | 5   | 9     |
| El Nacional      | 6 | 3 | 1 | 2 | 6  | 6  | 0   | 7     |
| Corinthians      | 6 | 2 | 1 | 3 | 10 | 6  | 4   | 5     |
| Deportivo Cuenca | 6 | 1 | 1 | 4 | 3  | 12 | -9  | 3     |

### Grupp 4
| Lag                  | S | V | O | F | GM | IM | MSK | Poäng |
| -------------------- | - | - | - | - | -- | -- | --- | ----- |
| Libertad             | 6 | 3 | 2 | 1 | 10 | 5  | 5   | 8     |
| Universidad de Chile | 6 | 3 | 0 | 3 | 3  | 6  | -3  | 6     |
| Everton              | 6 | 2 | 1 | 3 | 7  | 8  | -1  | 5     |
| Olimpia              | 6 | 1 | 3 | 2 | 5  | 6  | -1  | 5     |

### Grupp 5
| Lag                   | S | V | O | F | GM | IM | MSK | Poäng |
| --------------------- | - | - | - | - | -- | -- | --- | ----- |
| Portuguesa            | 6 | 4 | 2 | 0 | 10 | 2  | 8   | 10    |
| Unión Huaral          | 6 | 2 | 2 | 2 | 5  | 6  | -1  | 6     |
| Estudiantes de Mérida | 6 | 3 | 0 | 3 | 6  | 8  | -2  | 6     |
| Sport Boys            | 6 | 0 | 2 | 4 | 3  | 8  | -5  | 2     |

## Gruppspel omgång 2

### Grupp 1
| Lag            | S | V | O | F | GM | IM | MSK | Poäng |
| -------------- | - | - | - | - | -- | -- | --- | ----- |
| Boca Juniors   | 4 | 2 | 2 | 0 | 4  | 2  | 2   | 6     |
| Deportivo Cali | 4 | 0 | 3 | 1 | 3  | 4  | -1  | 3     |
| Libertad       | 4 | 1 | 1 | 2 | 2  | 3  | -1  | 3     |

### Grupp 2
| Lag           | S | V | O | F | GM | IM | MSK | Poäng |
| ------------- | - | - | - | - | -- | -- | --- | ----- |
| Cruzeiro      | 4 | 3 | 1 | 0 | 7  | 1  | 6   | 7     |
| Internacional | 4 | 1 | 1 | 2 | 2  | 5  | -3  | 3     |
| Portuguesa    | 4 | 1 | 0 | 3 | 5  | 8  | -3  | 2     |

## Final
|  |  | Boca Juniors | 1 – 0 | Cruzeiro |  |  |
|  |  |              |       |          |  |  |
|  |  |              |       |          |  |  |
|  |  |              |       |          |  |  |

|  |  | Cruzeiro | 1 – 0 | Boca Juniors |  |  |
|  |  |          |       |              |  |  |
|  |  |          |       |              |  |  |
|  |  |          |       |              |  |  |

|  |  | Boca Juniors | 0 – 0 (Straffar: 5 – 4) | Cruzeiro |  |  |
|  |  |              |                         |          |  |  |
|  |  |              |                         |          |  |  |
|  |  |              |                         |          |  |  |

Boca Juniors vinnare av Copa Libertadores 1977.